# Droga ewakuacyjna

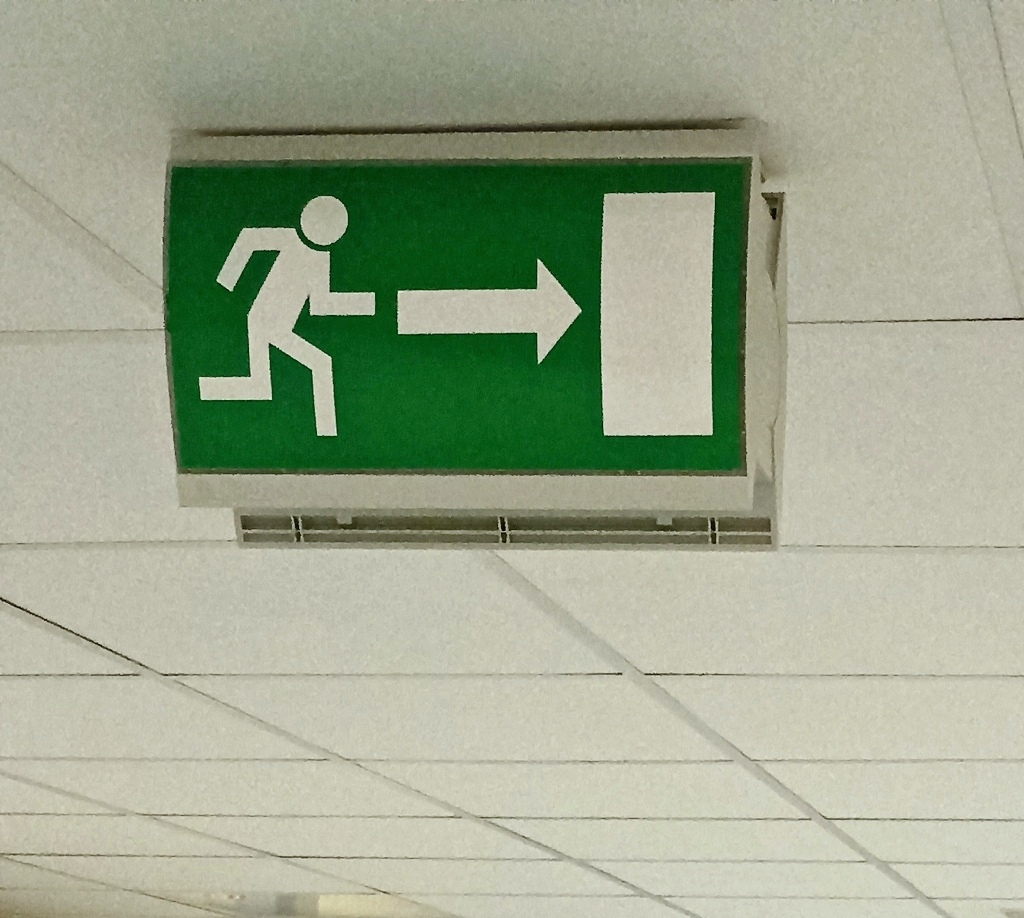
Znak ewakuacyjny (przykład 1)

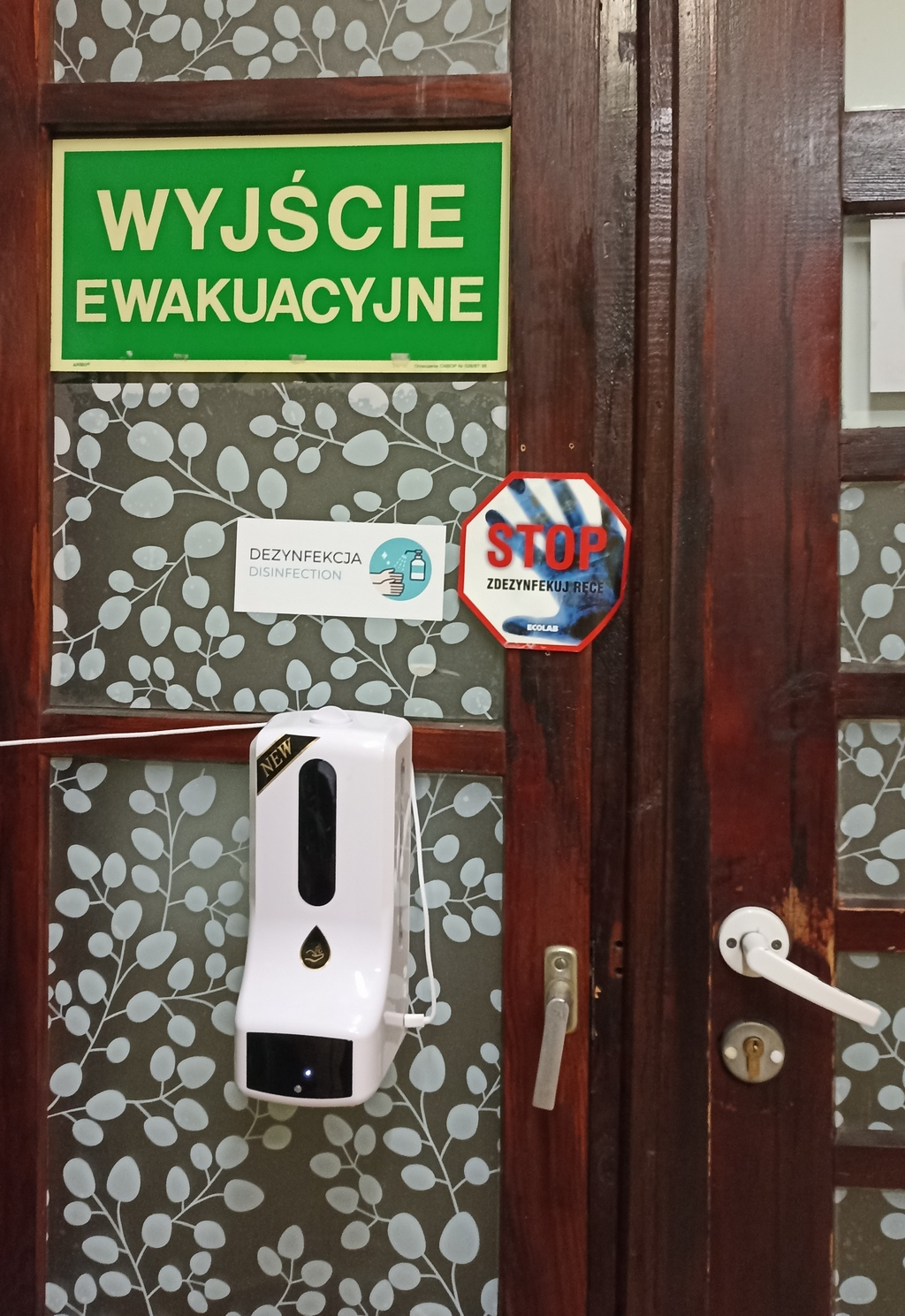
Znak ewakuacyjny (przykład 2)

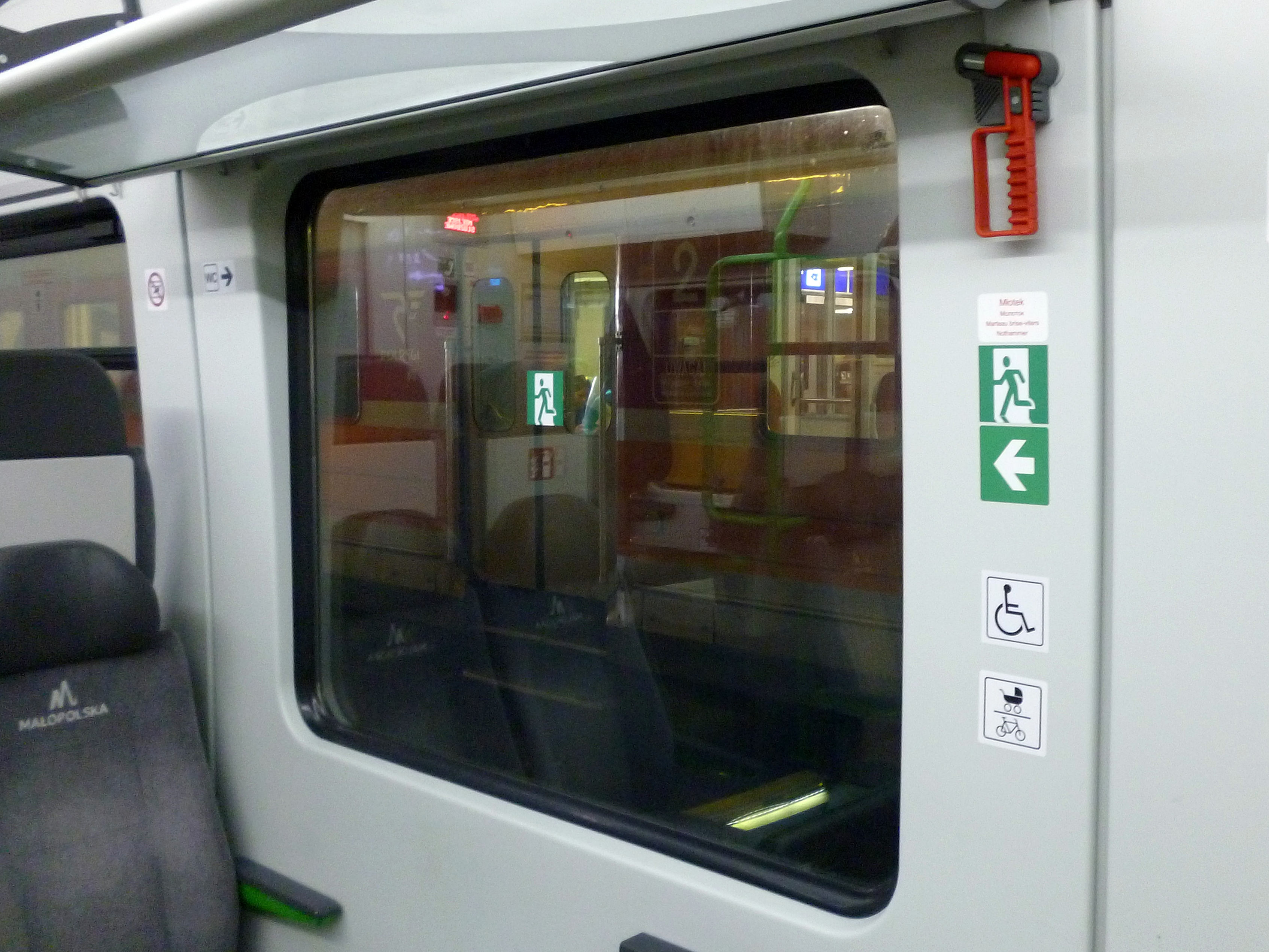
Wyjście ewakuacyjne w pociągu (przykład 3)

Droga ewakuacyjna – trasa wyznaczona do sprawnego opuszczenia każdego z pomieszczeń wykorzystywanych na pobyt ludzi, w bezpieczne miejsce na zewnątrz budynku lub do sąsiedniej strefy pożarowej, bezpośrednio albo drogami komunikacji ogólnej, w przypadku zagrożenia, głównie pożarowego. Drogą ewakuacyjną jest droga pozioma – korytarz, pasaż, hol, galeria itp. oraz droga pionowa – schody i pochylnia; o ile zapewniają wyjście końcowe na przestrzeń otwartą lub do innej strefy pożarowej.

## Główne cechy drogi ewakuacyjnej
Drogę ewakuacyjną można podzielić na odcinki:
- przejście ewakuacyjne – odległość od najdalszego miejsca gdzie może przebywać człowiek do wyjścia ewakuacyjnego;
- dojście ewakuacyjne – odległość od wyjścia ewakuacyjnego na drogę ewakuacyjna do wyjścia do innej strefy pożarowej lub na zewnątrz budynku;
- wyjście ewakuacyjne końcowe[4].

Szerokość przejść ewakuacyjnych, wyjść i dróg ewakuacyjnych poziomych i pionowych, drzwi stosowanych na tych drogach oraz pozostałe parametry, muszą być dostosowane do maksymalnej liczby osób mogących się ewakuować. W zależności od klasy i kategorii budynków, dla długości przejść i dojść ewakuacyjnych stosowane są zróżnicowane przepisy. Za podstawę określenia szerokości i liczby przejść, wyjść oraz dróg ewakuacyjnych w budynku, należy przyjąć następujące wskaźniki zagęszczenia:
- 1m²/osobę w salach konferencyjnych, lokalach gastronomiczno-rozrywkowych, poczekalniach, holach, świetlicach itp.;
- 4m²/osobę w pomieszczeniach handlowo-usługowych;
- 5m²/osobę w pomieszczeniach administracyjno-biurowych;
- 7m²/osobę w archiwach, bibliotekach itp.;
- 30m²/osobę w magazynach[5].

## Oznakowanie dróg ewakuacyjnych
Właściciel, zarządca albo użytkownik budynku, obiektu lub terenu, zgodnie z rozporządzeniem Ministra Spraw Wewnętrznych i Administracji z 7 czerwca 2010 w sprawie ochrony przeciwpożarowej budynków, innych obiektów budowlanych i terenów, jest zobowiązany do wyposażenia posesji (zakładu pracy, centrum handlowego, szpitala, szkoły itp.) w wymagane normą znaki ewakuacyjne.
Od 20 grudnia 2012 obowiązującą jest międzynarodowa norma PN-EN ISO 7010:2012 (oraz jej kolejne wersje), która zastąpiła normę PN-N-01256-01:1992 Znaki bezpieczeństwa – Ochrona przeciwpożarowa i PN-N-01256-03:1993 Znaki bezpieczeństwa – Ochrona i higiena pracy.
Norma PN-N-01256-02:1992 Znaki bezpieczeństwa – Ewakuacja oraz norma PN-N-01256-04:1997 Znaki bezpieczeństwa – Techniczne środki przeciwpożarowe pozostały aktualne do końca ważności certyfikatów. Wprowadzenie nowej normy nie skutkuje obligatoryjnym obowiązkiem wymiany istniejącego w budynku oznakowania bezpieczeństwa.

## Zapewnienie bezpieczeństwa osób
Utrzymanie bezpieczeństwa i możliwości ewakuacji osobom przebywającym w budynku, obiekcie budowlanym lub na terenie zakładu pracy, jest obowiązkiem jego właściciela. W zależności od liczby i stanu sprawności osób przebywających w obiekcie oraz od funkcji tego obiektu, jego konstrukcji i wymiarów, właściciel musi wykonać odpowiednią liczbę wyjść ewakuacyjnych, utrzymać wymagane parametry przejść i dojść, stworzyć bezpieczną obudowę pomieszczeń i dróg ewakuacyjnych, zabezpieczyć je przed zadymieniem lub zapewnić oddymianie, zainstalować i utrzymać w sprawności oświetlenie awaryjne oraz system ostrzegania akustycznego tam, gdzie jest wymagany.
Szczególnym problemem jest zapewnienie bezpieczeństwa ewakuacji w przypadku w nowoczesnych osiedli budowanych na planie zamkniętych wielokątów z klatkami schodowymi prowadzącymi na dziedzińce, gdzie istotne jest zabezpieczenie drogi ewakuacyjnej aż do wyjścia z osiedla. Na klatce schodowej będącej drogą ewakuacyjną nie wolno umieszczać materiałów palnych ani składować przedmiotów gabarytowych. Zarządca nieruchomości może je potraktować jako rzeczy porzucone i usunąć, po uprzednim wezwaniu do przywrócenia porządku w częściach wspólnych budynku.